# Palacio Presidencial de Cabo Verde
El Palacio Presidencial de Cabo Verde (en portugués: Palácio da Presidência da República, literalmente «Palacio de la Presidencia de la República») es un edificio público situado en el centro de la ciudad de Praia, la capital de Cabo Verde. Se encuentra en la Rua Serpa Pinto, en el extremo sur del Plateau, el centro histórico de Praia. Fue construido en torno a 1894 en estilo neoclásico para ser la residencia del gobernador portugués de Cabo Verde. Después de que Cabo Verde consiguiera su independencia en 1975, se convirtió en el palacio presidencial del país.